# Rio Grotu
O Rio Grotu é um rio da Romênia, afluente do Rio Lotru, localizado no distrito de Vâlcea.